# Rétaud
Rétaud ist ein Ort und eine südfranzösische Gemeinde mit 1.057 Einwohnern (Stand 1. Januar 2022) im Département Charente-Maritime in der Region Nouvelle-Aquitaine.

## Lage
Der Ort Rétaud liegt in der Saintonge etwa zwölf Kilometer (Fahrtstrecke) südwestlich von Saintes bzw. etwa 32 Kilometer östlich der Gironde-Mündung bei Royan. Die Nachbargemeinde Rioux mit ihrer architektonisch ganz ähnlich gestalteten Kirche Notre-Dame liegt nur etwa fünf Kilometer südlich.

## Bevölkerungsentwicklung
| Jahr      | 1800 | 1851 | 1901 | 1954 | 1999 | 2013 |
| Einwohner | 1135 | 1224 | 1014 | 782  | 869  | 1077 |

Der Bevölkerungsrückgang Ende des 19. und in der ersten Hälfte des 20. Jahrhunderts ist im Wesentlichen auf die Reblauskrise im Weinbau und die zunehmende Mechanisierung der Landwirtschaft zurückzuführen.

## Wirtschaft
Für die umliegenden Landgemeinden war Rétaud schon im Mittelalter als zentraler Markt- und Handwerksort von Bedeutung. Landwirtschaft und Weinbau sind auch heute aus dem Wirtschaftsleben des Ortes nicht wegzudenken. Seit den 1980er Jahren ist der Tourismus (Vermietung von Ferienwohnungen) als Einnahmequelle hinzugekommen.

## Geschichte
Über die Geschichte von Rétaud ist so gut wie nichts bekannt bzw. publiziert. Auf alle Fälle dürfte das ehemalige, der Abtei von Saint-Jean-d’Angély zugeordnete, Priorat von Saint-Trojan als Kern für die Entstehung bzw. Entwicklung der Ortschaft eine bedeutsame Rolle gespielt haben.

## Sehenswürdigkeiten
Siehe auch: Liste der Monuments historiques in Rétaud

### Kirche Saint-Trojan

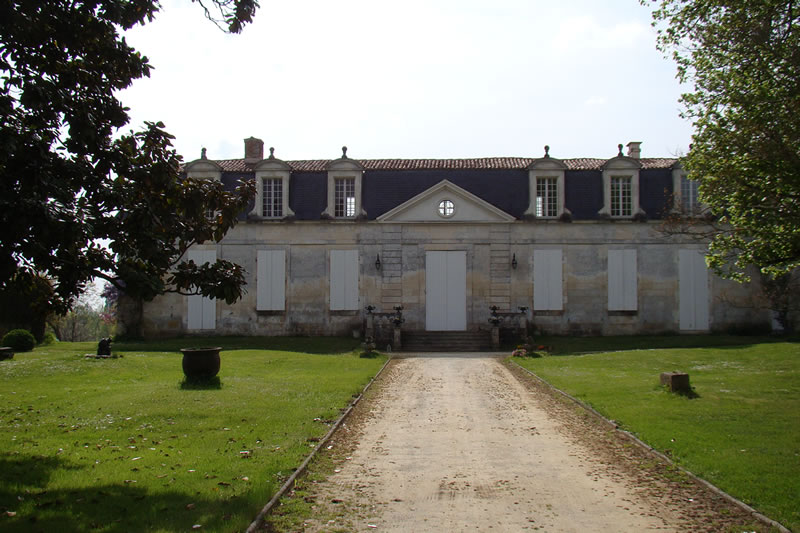
Logis de Vallade

### Weitere
- Die Burgruinen des Château de Châtenet, einem Landsitz bzw. Landgut aus dem 14. und 15. Jahrhundert stehen unter Denkmalschutz und sind seit 1942 als Monument historique[2] eingetragen.
- Der nur eingeschossige und mit einem Mansarddach mit Lukarnen versehene Herrensitz des Logis de Vallade wurde im Jahr 1746 erbaut und diente im 19. und 20. Jahrhundert lange Zeit als Waisenhaus. Er wurde im Jahr 1992 als Monument historique[3] anerkannt.
- Die Französische Kriegsgräberstätte Rétaud (Nécropole nationale de Rétaud) wurde in den Nachkriegsjahren fertiggestellt.[4]